# Eddy Neumann

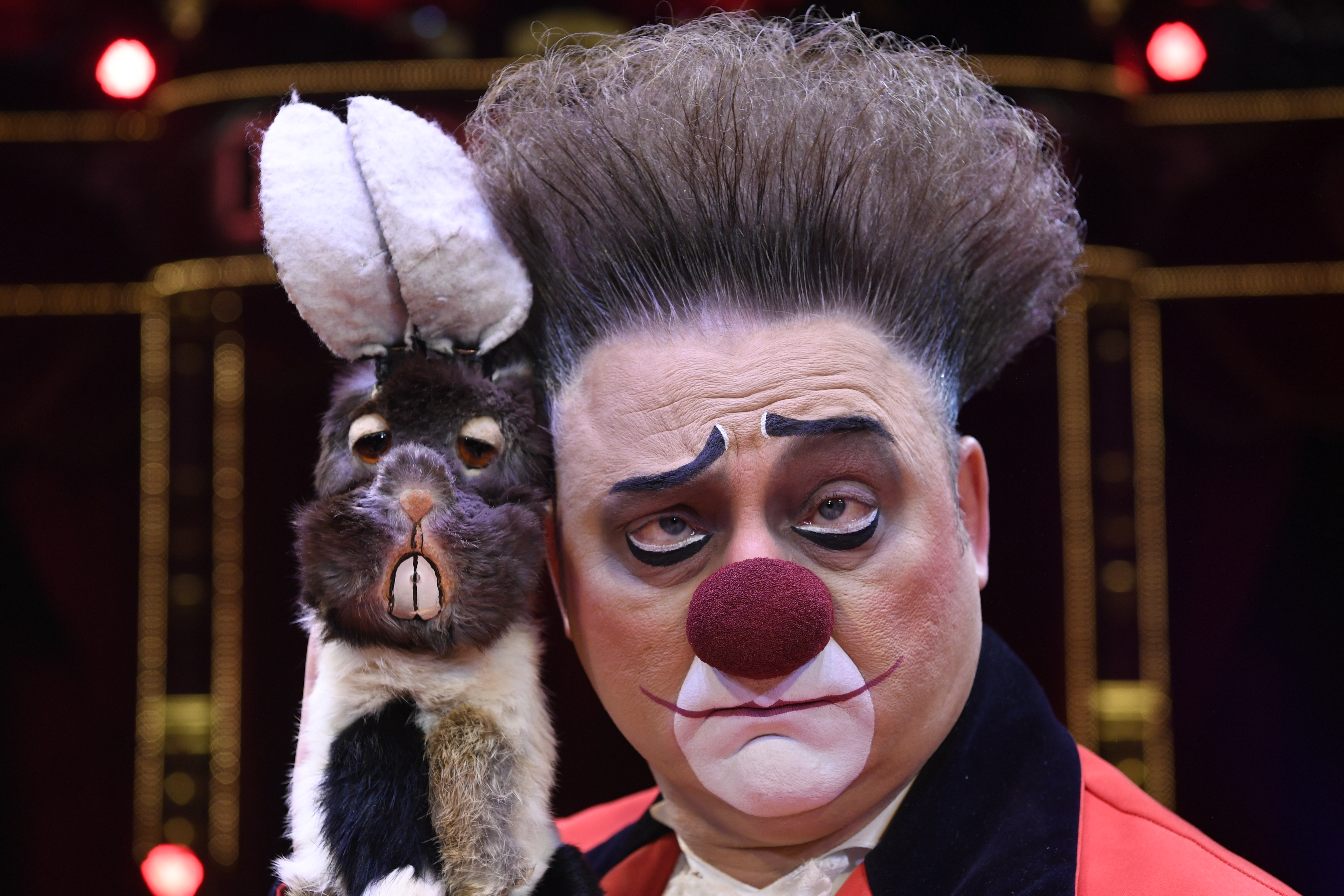
Eddy Neumann im Jahr 2018

Eddy Neumann (* um 1970) ist ein Clown, Tänzer und Choreograph. 
Eddy Neumann, eigentlich Edouard Neumann, stand schon im Alter von fünf Jahren auf der Bühne. Als Zwölfjähriger besuchte er das Pantomime-Theater von Pensa, was für seine Karriere wegweisend war.
Neumann absolvierte die Artistenschule in Kiew. Er war Mitbegründer der Künstlergruppe Mimikrichi, mit der er Ende der 1980er Jahre erste Gastauftritte in Deutschland hatte. Auf dem Nachwuchsfestival Cirque de Demain wurde er zusammen mit Sergej Maslennikow, mit dem er das KGB-Clowns-Duo bildete, mit Bronze ausgezeichnet. Bald darauf wurde er zum Internationalen Circus-Festival in Monte Carlo eingeladen. Er tritt als Solokünstler sowie im Ensemble des Circus Roncalli auf.
Eddy Neumann ist mit einer Tänzerin verheiratet und seit dem Jahr 2000 Vater einer Tochter.